# Hannibal Sehested (rigsskatmester)
 Der er flere personer med dette navn, se Hannibal Sehested.
Hannibal Sehested (født 1609 Arensborg på Øsel, død 1666 Paris). Statholder (i den norske del af Danmark-Norge) og rigsskatmester. Gift 6. november 1642 med Christian 4.'s og Kirsten Munks datter Christiane.
Han var søn af lensmand Claus Maltesen Sehested og Anne Nielsdatter Lykke. Kom 1629 på Sorø Akademi, og rejste i England, Holland, Frankrig, Tyskland, Italien og Spanien. Derefter var han hofmand og diplomat og blev 1640 rigsråd. Allerede 1636 var han blevet forlovet med den tiårige datter af Christian 4. og Kirsten Munk; han ægtede hende kort efter at være blevet udnævnt til Statholder i Norge 1642.
Sehested var en rigt begavet "renæssancenatur", dristig og magtlysten som politiker, som samtidig gik efter penge, gods og livets glæder. I Norge fik han sin største virksomhed, hvor han i fredstid viste store organisatoriske bestræbelser for at fremme Norges næringsveje og forbedre dets styrelse; han forfulgte dog samtidig et rent politisk mål: at skaffe Norge og dermed sig selv den størst mulige selvstændighed overfor Danmark. Han fik store indrømmelser af sin svigerfar, kongen, men stødte på mistænksom modstand fra sin svoger Corfitz Ulfeldt og det danske Rigsråd.
I 1647 led han nederlag, da de norske lensmænd skulle indbetale deres afgifter direkte til rentekammeret i København. Efter Frederik 3.s tronbestigelse 1648 blev Sehested sat under anklage for økonomiske misligheder. Hans fjender fik overtaget, og i 1651 måtte han forlade sine stillinger. Han kom under Karl Gustav-krigen til at indtage en dobbeltstilling som en slags mellemmand mellem Frederik 3. og Karl X Gustav. Efter fredsslutningen 1660 lykkedes det ham at komme i tjeneste hos den ny danske enevælde; han blev rigsskatmester (finansminister) og kom også til som diplomat på ny at udfolde politisk virksomhed i større stil. Sit livs sidste tid tilbragte han på en sendefærd til Holland, England og Frankrig. Han efterlod sig et "politisk testamente" med fremsynede reformtanker.